# Ymir (mitologia)
Ymir (Imir, też Aurgelmir, Brimir lub Blain) – w mitologii nordyckiej pierwsza żywa istota, praolbrzym, który wyłonił się z ciepłej wody w otchłani Ginnungagap.

## Mit o stworzeniu świata
Stało się to w morzu deszczu i stopniałego śniegu, powstałego za sprawą lodu krainy Niflheim na północy oraz ognia krainy Muspelheim na południu. W tym oceanie powstał Ymir, początkowo unosił się na falach, potem nabrał sił dzięki prakrowie  Audhumli, która opiekowała się nim i karmiła własnym mlekiem. Ona też liżąc lodową skałę przywołała do życia Búriego (Zrodzony).  
Ymir dał życie pierwszym ludziom-gigantom oraz lodowym olbrzymom. Spod jego pachy wyszli syn i córka, a z jego nóg sześciogłowy olbrzym Thrudgelmir.   
Ymira zabili jego prawnukowie: Odyn, Wili i We, a z jego ciała stworzyli Midgard. Z mięsa powstała ziemia, z kości – góry, z zębów i szczęk – kamienie i skały, z włosów  –  lasy, z czaszki – sklepienie nieba, z mózgu  –  chmury. Rzęsy Ymira posłużyły za wał chroniący Śródziemie przed atakami innych olbrzymów.
Krew Ymira spowodowała potop, krew ta została przez Odyna, Wiliego i We zamieniona w morze.

## Upamiętnienie
- Imieniem olbrzyma nazwano odkryty w 2000 roku jeden z księżyców Saturna, Imir[4]. Wcześniej nosił tymczasowe oznaczenie S/2000 S 1.

- Na jego cześć nazwano Grzbiet Ymir na północnym Atlantyku[potrzebny przypis].
- Nawiązania do postaci pojawiają się w mandze i anime Atak Tytanów[5]. Tam Ymir to pramatka, dziewczynka która jako pierwsza posiadła Moc Tytanów, a także stworzyła pozostałych. Dodatkowo, to samo imię nadano jeszcze jednej postaci, również posiadającej Moc Tytanów.